# Melchora Cuenca Pañera
Melchora Cuenca Pañera (1785-1872) va ser una lancera paraguaiana. És coneguda per assumir la causa de l'alliberament de la Banda Oriental, actual Uruguai.

## Biografia
Filla d'un comerciant paraguaià, va arribar a el campament artiguista de Purificación, i es va integrar a la causa com a lancera, allí va conèixer a Gervasio Artigas, amb el qual es va casar al 1815 i van tenir dos fills: Santiago (1816) i María (1819).
Fou una jove de personalitat forta donada les necessitats de l'època. En la seva discrepància amb el pròcer, no l'acompanya a la fugida cap al Paraguai després de la derrota esdevinguda a la Banda Oriental i es va quedar vivint a les rodalies de Salto. Per la seva relació amb Artigas, es va veure sotmesa a una persecució, el que li va causar grans dificultats no només en termes econòmics, sinó que també va haver de fugir contínuament amb la seva filla a coll. A causa dels avatars del moment, el seu fill va ser criat per la família Rivera. Passat un temps i per les condicions que es van donar, es va casar novament al 1829 amb José Càceres, natural d'Entre Rios.
Va morir a la localitat de Concòrdia en 1872, asfixiada per les emanacions d'un braser en circumstàncies gens clares.